# Les Années avec Laura Díaz
Les Années avec Laura Díaz (Los años con Laura Díaz) est un roman de Carlos Fuentes paru en 1999. Il a été traduit en français par Céline Zins avec la collaboration de José M. Ruiz-Funes en 2001 et est paru chez Gallimard.

## Résumé
Carlos Fuentes retrace en 600 pages la vie de Laura Diaz de 1898 à 1972, entre Vera Cruz, Catemaco ou Mexico. Personnage de pure fiction s'intégrant à la réalité historique du Mexique, Laura Diaz nous fait découvrir l'exotisme et le quotidien d'un pays tiraillé dans sa volonté révolutionnaire. On retrouve le couple de peintres Kahlo-Rivera, les communistes, les victimes du maccarthisme, tout cela au travers des yeux de plus en plus mûrs d'une femme qui, au travers de multiples expériences, aura su prendre goût à la vie sans jamais se trahir. Laura Diaz est un modèle d'humilité et de fraîcheur.